# Resolutie 1054 Veiligheidsraad Verenigde Naties
Resolutie 1044 van de Veiligheidsraad van de Verenigde Naties werd op 26 april 1996
aangenomen door de VN-Veiligheidsraad met 13 stemmen voor en de 2 onthoudingen van China en Rusland.

## Inhoud

### Waarnemingen
Men was gealarmeerd door de moordaanslag op de president van Egypte in Addis Abeba op
26 juni 1995 en overtuigd dat de verantwoordelijken voor de rechter moesten worden gebracht.
De Organisatie van Afrikaanse Eenheid (OAE) beschouwde die aanslag niet enkel als een aanslag op Ethiopië,
maar op heel Afrika. Intussen voldeed Soedan niet aan de vragen van de OAE om verdachten uit te leveren.

### Handelingen
De Veiligheidsraad eiste dat Soedan onmiddellijk drie verdachten aan Ethiopië uitleverde en niet langer
terreuractiviteiten steunde of terroristen onderdak bood. Volgende maatregelen zouden van kracht
worden op 10 mei tot Soedan aan die eisen voldeed. Alle landen moesten het personeel van hun diplomatieke
missies in Soedan reduceren en reisbeperkingen opleggen aan leden van de Soedanese overheid of leger.
Alle internationale- en regionale organisaties werd gevraagd geen conferenties te houden in Soedan.
De landen werd gevraagd binnen de 60 dagen aan de secretaris-generaal
te rapporteren welke stappen ze hadden genomen. Die laatste werd gevraagd binnen de 60 dagen te rapporteren over
de uitvoering van deze resolutie waarna zou worden bekeken of Soedan aan de eisen had voldaan.

## Verwante resoluties
- Resolutie 1044 Veiligheidsraad Verenigde Naties
- Resolutie 1070 Veiligheidsraad Verenigde Naties
- Resolutie 1372 Veiligheidsraad Verenigde Naties (2001)

Lijst ·  1036 ·  1037 ·  1038 ·  1039 ·  1040 ·  1041 ·  1042 ·  1043 ·  1044 ·  1045 ·  1046 ·  1047 ·  1048 ·  1049 ·  1050 ·  1051 ·  1052 ·  1053 ·  1054 ·  1055 ·  1056 ·  1057 ·  1058 ·  1059 ·  1060 ·  1061 ·  1062 ·  1063 ·  1064 ·  1065 ·  1066 ·  1067 ·  1068 ·  1069 ·  1070 ·  1071 ·  1072 ·  1073 ·  1074 ·  1075 ·  1076 ·  1077 ·  1078 ·  1079 ·  1080 ·  1081 ·  1082 ·  1083 ·  1084 ·  1085 ·  1086 ·  1087 ·  1088 ·  1089 ·  1090 ·  1091 ·  1092